# Peel (île de Man)
Pour les articles homonymes, voir Peel.
Peel est une ville et une circonscription de l'île de Man. Elle en est la seule ville qui peut prétendre au titre de cité dans la mesure où elle abrite la seule cathédrale de l'île. Dans les faits, il ne s'agit que de la quatrième ville par le nombre d'habitants, après Douglas, Onchan et Ramsey. Au recensement de 2001, on y dénombrait 3 785 habitants. En langue mannoise, la ville est dénommée Purt ny h-Inshey (« Port de l'Île »), c'est-à-dire « le port près de l'île (de Saint-Patrick) ».
Peel n'a jamais été la capitale de l'île, mais la cathédrale était le siège du Lord Bishop (lord-évêque) de Sodor et Man. Peel est le principal port de pêche de l'île de Man. 

## Géographie

### Urbanisme
Des aménagements sont en cours d'étude concernant la ville de Peel. Selon l'architecte urbain Niall McGarrigle, « ces aménagements ne concernent pas la construction de nouveaux bâtiments, mais visent plutôt à améliorer les alentours de la promenade et des rues, ainsi que des espaces publics, en réponse aux requêtes des habitants. » Cela concernera par exemple le passage de certaines voies à une circulation unilatérale, à l'amélioration de l'éclairage urbain, etc.

## Toponymie
Le nom Peel vient du moyen anglais pele (« fortification, palissade »). Au Moyen Âge, la ville est dénommée Holmtown (du vieux norrois holmr, « île », et du moyen anglais town, « ville ») ou parfois Halland. En mannois, le nom de Peel est Purt ny h-Inshey (« Port de l'île »).
Peel est parfois surnommée « Sunset City » en raison de la beauté des couchers de soleil derrière le château.

## Population et société

### Manifestations culturelles et festivités

#### Festival viking de Peel
Au mois de juillet, en même temps que la célébration du Tynwald Day, la fête nationale de l'île de Man, se tient à Peel le festival viking, qui est l'occasion de se livrer à une reconstitution historique liée au passé celto-norrois de l'île. Des courses de drakkars sont organisées au départ du port de Peel. L'épreuve, connue sous le nom de « World Championship Viking Longboat Races » a lieu depuis 1963. Des dizaines d'équipes, regroupant chacune une dizaine de rameurs partent du port et doivent atteindre une bouée située au large, dans la baie de Peel, et revenir au port. Trois catégories s'affrontent : hommes, femmes et mixtes. Les sommes gagnées par les concurrents sont généralement reversées à des œuvres caritatives.

### Sports
On pratique divers sports à Peel. La ville possède un club de football, le Peel AFC, qui a remporté plusieurs titres de champion de l'île de Man. Mais c'est sans doute la pratique de la navigation qui fait tout l'attrait de la ville, avec la présence d'un important club nautique.

### Mythologie
Quelques auteurs modernes affirment que Peel est la ville mythique de Camelot, cité du roi Arthur, tandis que l'île de Saint-Patrick est, pour eux, identifiée à Avalon.

## Économie
Peel est le plus important port de pêche de l'ile de Man. C'est aussi un port par lequel transite l'essentiel des importations de pétrole destinées à la consommation mannoise.

## Culture et patrimoine

### Cathédrale de Peel
La cathédrale de Peel remplace la cathédrale Saint-Germain, qui était située dans les remparts de la ville jusqu'au XVIIIe siècle. Elle est dédiée à saint Germain et est désignée en mannois sous le nom de Kirk German. Elle est le siège du diocèse de Sodor et Man et est devenue cathédrale en 1980 seulement. Après l'abandon de l'ancienne église Saint-Germain, des projets de construction d'une cathédrale s'étaient succédé, mais ce n'est qu'en 1879 que les travaux commencèrent pour être achevés en 1884.

### Le château de Peel

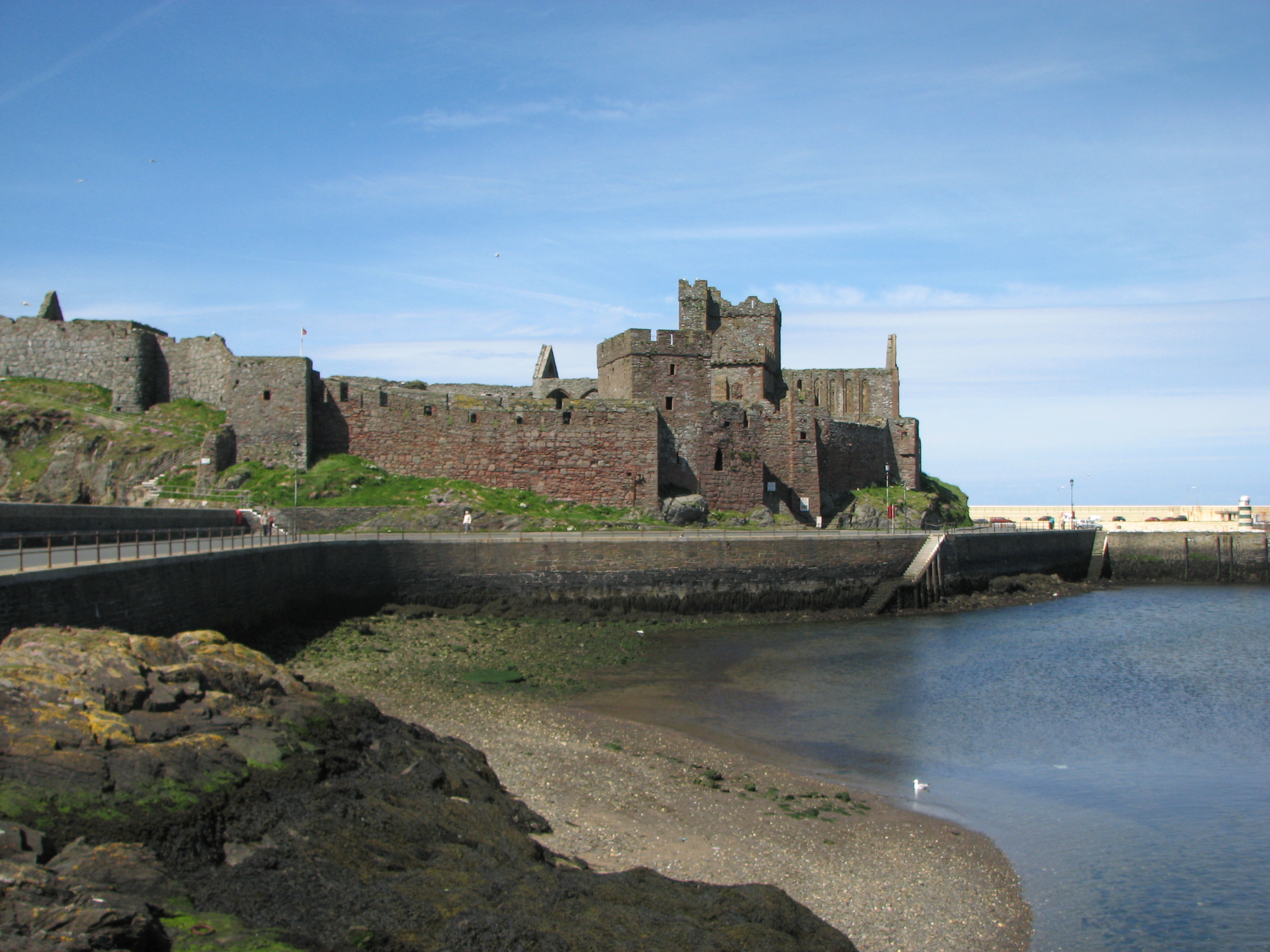
Le château de Peel.

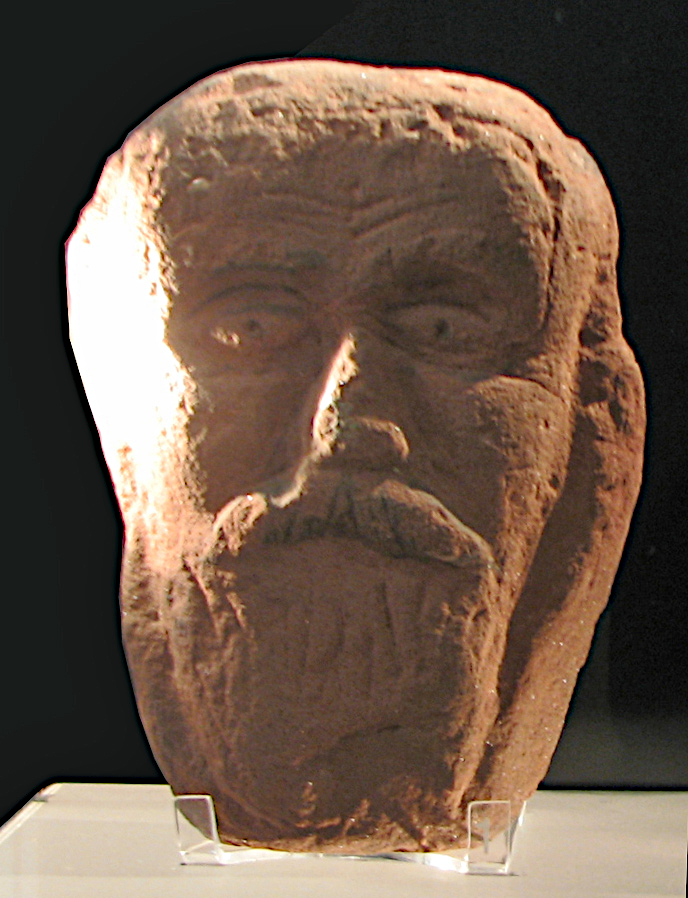
Visage d'homme découvert au château de Peel, exposé au Manx Museum.

Le site du château de Peel, sur l'île de Saint-Patrick, est occupé depuis la préhistoire. Dès le VIe siècle, le lieu fut voué au culte chrétien. À la fin du VIIIe siècle, les Vikings, païens, s'y établirent, puis, lorsque Godred Crovan, roi de Man, unifia le royaume de Man et des îles Hébrides, le château devint le siège du pouvoir mannois.
Le château est entouré d'un rideau d'enceintes. L'église Saint-Patrick, sise en ses murs, et la tour ronde, furent érigés à partir du XIe siècle. Le château abritait les appartements des seigneurs de l'île de Man. Lorsque la Couronne d'Angleterre reprit le pouvoir sur l'île en 1765, le château fut abandonné et tomba progressivement en ruine jusqu'au milieu du XIXe siècle.

### La Ward Library
Cette bibliothèque ouvrit ses portes le 26 septembre 1907. Elle porte le nom de son bienfaiteur, James Kewley Ward, homme d'affaires et politicien canadien, né en 1819 sur l'emplacement actuel du bâtiment. Deux femmes originaires de Peel, Anne et Flo Crellin, qui avaient émigré dans l'Ohio (États-Unis), firent don de plus de 2 000 ouvrages et d'une importante somme d'argent, ce qui permit un développement rapide de la bibliothèque. Aujourd'hui, la Ward Libray compte plus de 15 000 ouvrages.

### Le Lecce Museum
Le Leece Museum de Peel doit son nom à Eddie Leece, ancien commissionnaire de Peel, qui le créa en 1984. Déménagé en juin 2000, le musée accueille aujourd'hui des collections liées à la ville de Peel (objets, photographies, documents). On peut aussi y visiter le « Trou noir », une cellule de prison dans laquelle étaient enfermés les malfaiteurs de Peel. Le musée est en effet situé dans l'ancienne cour de justice de Peel, qui servit de tribunal local jusqu'au début du XXe siècle.

## Personnalités liées à Peel
- Sophia Morrison (1859-1917), écrivaine considérée comme une des actrices essentielles de la survie de la langue mannoise.